# Tschuwaschische Autonome Sozialistische Sowjetrepublik

Tschuwaschien

Die Tschuwaschische ASSR (Tschuwaschische Autonome Sozialistische Sowjetrepublik, tschuwaschisch Чӑваш Автономиллӗ Социализмлӑ Совет Республики Tschăwasch Awtonomillĕ Sozialismlă Sowjet Respubliki) war eine autonome Sowjetrepublik in der Russischen Sozialistischen Föderativen Sowjetrepublik (RSFSR). Sie bestand von 1919 bis zum Zerfall der Sowjetunion Ende 1991. Die Hauptstadt war Tscheboksary. Das durch Land- und Forstwirtschaft geprägte Steppengebiet liegt an der mittleren Wolga, ist 18.300 Quadratkilometer groß und von etwa 1,5 Millionen Menschen bewohnt. 1991 behielt die Region den Status bei und gehört seither als Föderationssubjekt Republik Tschuwaschien zu Russland.
Der Asteroid des äußeren Hauptgürtels (2670) Chuvashia ist nach der Tschuwaschischen Autonomen Sozialistischen Sowjetrepublik benannt.